# Sainte-Croix-en-Bresse
Sainte-Croix-en-Bresse (bis 2020 nur Sainte-Croix) ist eine französische Gemeinde im Département Saône-et-Loire in der Region Bourgogne-Franche-Comté. Sie gehört zum Arrondissement Louhans und zum Kanton Cuiseaux. Die Gemeinde hat 657 Einwohner (Stand 1. Januar 2022).

## Geografie

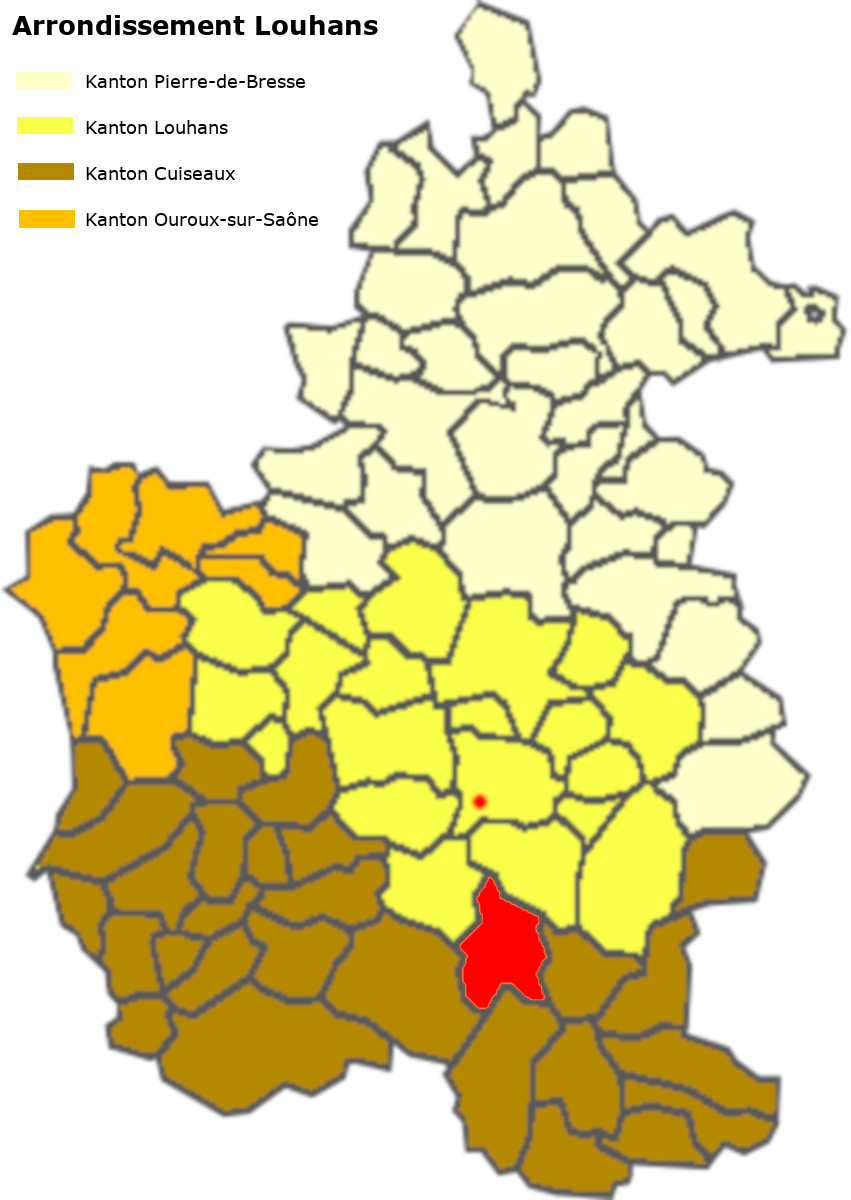
Lage der Gemeinde im Arrondissement Louhans

Sainte-Croix-en-Bresse liegt in der Landschaft Bresse, knapp sieben Kilometer südlich von Louhans über dem Solnan, der das östliche Gemeindegebiet von Süden nach Norden durchfließt und den Bourg streift. Er bildet den größten Teil der Ostgrenze der Gemeinde und nimmt am westlichsten Punkt der Gemeinde als Zufluss La Gizia auf. Die Sane-Morte bildet einen Teil der südlichen und Teile der nordwestlichen Gemeindegrenze, dazwischen durchfließt sie in einem ausgeprägten Flusstal von Süden nach Norden das westliche Gemeindegebiet. Im südlichen Gemeindegebiet finden sich etwa acht Étangs, die durch künstliche Wasserläufe, sogenannte Biefs in die beiden Hauptflüsse Solnan und Sane-Morte entwässert werden. Das westliche Gemeindegebiet ist durchwegs reichlich bewaldet, im Tal des Solnan finden sich vorwiegend Pappelplantagen. Die Departementsstraße D996 (Louhans–Varennes-Saint-Sauveur) führt in Nord-Süd-Richtung durch das Gemeindegebiet und durch den Ort. Zur Gemeinde gehören die folgenden Weiler und Fluren: l’Abergement, Balme, la Barre, Bel-Air, les Berbenées, les Biefs, la Biolée, les Bois-Brûlés, la Borde, la Bouvatière, le Champ, le Champ-Cochard, le Champ-Reine, Châtenay, Châtillon, la Citadelle, les Communes, les Cornets, Courfoulot, le Coutelas, les Craffes, Curtil-Morey, les Curtils-Martin, les Egreffes, Etang-Jacotin, l’Etang-Salabé, le Faubourg, les Frétilles, la Frette, les Fuisses, les Gardières, le Grand-Pont, Lavy, Malabutte, Mas-Richerois, le Maupoirier, Meix-Tuzon, la Minute, la Motte, le Pâquier, les Pendants, Petites-Fournaches, les Piguets, les Pins, les Platières, les Pommiers, les Putonnières, Recule, Tagiset, la Tuilerie, Tupins, la Valatière, la Varenne, les Villerots, les Voyssières.

### Klima
Das Klima in Sainte-Croix-en-Bresse ist warm und gemäßigt. Es gibt das ganze Jahr über deutliche Niederschläge, selbst der trockenste Monat weist noch hohe Niederschlagsmengen auf. Die Klassifikation des Klimas nach Köppen und Geiger ist Cfb ((Gemäßigtes) Ozeanklima). Die Temperatur liegt im Jahresdurchschnitt bei 12,3 °C. Der wärmste Monat ist der Juli mit einer Durchschnittstemperatur von 21,5 °C, der kälteste der Januar mit 3,6 °C. Über ein Jahr verteilt summieren sich die Niederschläge auf 1042 mm, dabei ist der November mit 119 mm der niederschlagsreichste, während Juli als trockenster Monat 62 mm aufweist. Über das ganze Jahr werden etwa 2826 Sonnenstunden gezählt.
|                        | Jan | Feb | Mär  | Apr  | Mai  | Jun  | Jul  | Aug  | Sep  | Okt  | Nov  | Dez |   |      |
| Mittl. Temperatur (°C) | 3,6 | 4,2 | 7,8  | 11,5 | 15,3 | 19,5 | 21,5 | 21,1 | 17,3 | 13,2 | 7,7  | 4,4 | ⌀ | 12,3 |
| Mittl. Tagesmax. (°C)  | 6,5 | 8,0 | 12,3 | 16,0 | 19,7 | 24,2 | 26,2 | 25,9 | 21,8 | 17,2 | 10,8 | 7,2 | ⌀ | 16,4 |
| Mittl. Tagesmin. (°C)  | 0,9 | 0,9 | 3,5  | 6,6  | 10,5 | 14,5 | 16,5 | 16,2 | 13,0 | 9,5  | 4,7  | 1,8 | ⌀ | 8,3  |
|                        |     |     |      |      |      |      |      |      |      |      |      |     |   |      |
| Niederschlag (mm)      | 101 | 85  | 80   | 88   | 85   | 68   | 62   | 65   | 82   | 99   | 119  | 108 | Σ | 1042 |

| 0,9 |

| 0,9 |

| 3,5 |

| 6,6 |

| 10,5 |

| 14,5 |

| 16,5 |

| 16,2 |

| 13,0 |

| 9,5 |

| 4,7 |

| 1,8 |

| 0,9 |

| 0,9 |

| 3,5 |

| 6,6 |

| 10,5 |

| 14,5 |

| 16,5 |

| 16,2 |

| 13,0 |

| 9,5 |

| 4,7 |

| 1,8 |

## Toponymie
Henri de Sainte Croix wird bereits 1270 erwähnt, anschließend blieb der Name erhalten und auf die Gemeinde übertragen. Auf die Wichtigkeit der Herren dieser Region wird im Kapitel Geschichte eingegangen. Die Kirche ist übrigens der Kreuzauffindung (französisch: invention de la sainte croix) geweiht.
Als Folge der Revolution und der damit verbundenen Säkularisierung wurde die Gemeinde für einige Zeit umbenannt in Solnan.
Seit dem 26. Februar 2020 trägt die Gemeinde per Dekret des Premierministers, Edouard Philippe, auch noch den Zusatz en Bresse.

## Geschichte
Die Gegend von Sainte-Croix-en-Bresse war offensichtlich schon in gallo-römischer Zeit besiedelt, eine Römerstraße führte durch die Weiler Barre und Balme von Louhans nach Cousance. In Balme waren angeblich Ende des 19. Jahrhunderts noch Reste dieser Straße zu sehen.
Nach Courtépée haben später die Herzöge von Burgund den de Vienne die Gegend zu Lehen gegeben, obwohl sie eigentlich aus der gleichen Familie stammten. Diese Familie – deren jüngerer Zweig den Namen d'Antigny – annahm, besaß im Burgund eine große Zahl von Lehen, Pagny, Seurre, Pourlans, Longepierre, Mervans, Louhans, Sainte-Croix und weitere, für die die Herzöge von Burgund souverän waren. Durch die Heirat von Guillaume d’Antigny mit Beatrix de Vienne gehen die Güter in den Besitz der d’Antigny über, die sich fortan d’Antigny de Sainte-Croix nennen. Das Schloss der Herren von Sainte-Croix erhob sich auf der linken Seite des Solnan. Es war gesichert durch Türme, Gräben und Zugbrücken. Um das Schloss lagen die Häuser der Bauern, die bei Gefahr Zuflucht im Schloss suchten. Die Anhöhe über dem Dorf wird heute noch la Citadelle genannt. Durch die Heirat von Jeanne de Sainte-Croix wird der neu entstandene Zweig der de Vienne wieder Besitzer von Sainte-Croix. Wegen seiner Verschwendungssucht muss Guillaume IV. de Vienne 1461 seine Besitzungen verkaufen, neuer Herr wird Rudolf von Hachberg. 1509 gelangt Sainte-Croix in die Hände von Louis d’Orléans und schließlich an die Herzöge von Longueville und Nemours. 1627 war Sainte-Croix im Besitz von Anne Charlotte de Champlecy, die am 3. April 1659 in der Kirche Saint-André-des-Arts in Paris Charles d’Artagnan de Batz-Castelmore heiratete. Dieser d’Artagnan wurde durch Alexandre Dumas in Die drei Musketiere unsterblich gemacht, tat sich in vielen Kriegszügen hervor, namentlich an der Belagerung von Dole bei der zweiten Eroberung der Franche-Comté 1608, wurde Maréchal de camp und verlor sein Leben 1673 an der Belagerung von Maastricht (1673). Sein Sohn Louis Gabriel de Batz de Castelmore d'Artagnan wurde Herr von Sainte-Croix, wurde Offizier im Garderegiment des Königs und Hauptmann der Dragoner im Regiment von Nicolaï. Sein Wappen: Auf Schwarz drei silberne Türme durchbrochen angeordnet.
Er war es, der die Bewohner von Sainte-Croix von der Pflicht befreite, ihr Brot in den öffentlichen Öfen zu backen, die dem Herrn gehörten, und dafür zehn Sous pro Einwohner zu bezahlen. Seine Mutter, Anne Charlotte de Champlecy, Witwe von d'Artagnan, starb am 31. Dezember 1683 im Schloss von Sainte-Croix, seine Ehefrau, die Gräfin d'Artagnan de Sainte-Croix, starb 1714 in Chalon. Beide sind in der Kirche von Sainte-Croix beigesetzt, in der Gruft der Kapelle Notre-Dame de Pitié. Nach dem Tod von d'Artagnan übernahmen seine Söhne die Herrschaft, die de Batz d'Artagnan, und dann Jean-François-Joseph du Venant, Graf von Iverny, zu dessen Gunsten 1739 Sainte-Croix zu einer Markgrafschaft wurde. Er ließ 1740 das Schloss wieder aufbauen oder restaurieren und machte ein „modernes Schloss“ daraus, wobei einer der alten Türme integriert wurde. 20 Jahre später, 1759 ging die Herrschaft über an Claude-François de Renouard de Fleury, Markgraf von Sainte-Croix, Graf von Villayer. Er trug den Titel als Markgraf, nachdem er die Herrschaft 1759 vom Grafen d'Iverny gekauft hatte.  Die Renouard waren eine alte adlige Familie aus der Bretagne. Claude-François, geboren am 26. September 1693 in Paris, Ritter, machte erst eine militärische Karriere, Hauptmann im Regiment de Nice, war Sohn eines Richters am Parlement de Paris, Grossbailli von Droux. Er selber war, als er die Herrschaft Sainte-Croix kaufte, Großmeister für Wald und Wasser Frankreichs zuständig für das Burgund, die Freigrafschaft und das Elsass. Als Dank für die Dienste, die seine Vorfahren geleistet hatten, wurde er Graf von Villayer (bestehend aus den Gemeinden Fertans, Amondans, Amancey, Malans und Déservillers). In zweiter Ehe hatte er 1738 die Vizegräfin von Bois-Herpin, Madeleine-Périne Pépin geheiratet. Er hatte vier Kinder aus erster Ehe, weitere fünf von seiner zweiten Gattin. Der älteste aus zweiter Ehe Philibert-Louis-Maurice de Renouard de Fleury, Graf von Villayer, wurde Herr von Sainte-Croix. Er heiratete Charlotte-Joseph d'Agay, Tochter des Intendanten der Picardie. Der ältere der Söhne, Carloman-Louis-François-Félix, Marquis von Renouard von Sainte-Croix, wurde 1773 in Besançon geboren und starb 1840 in Paris und hat ein erwähnenswertes Lebenswerk hinterlassen. Er wählte die militärische Karriere, aber die Revolution zwang ihn, Frankreich zu verlassen. Er war betraut mit verschiedenen wissenschaftlichen Expeditionen und veröffentlichte Voyage commercial et politique aux Indes Orientales, aux Iles Philippines, a la Chine, avec des notions sur la Cochinchine et le Tonquin, pendant les années 1803, 1804, 1805, 1806 et 1807. Seine Brüder waren Charles-Henry-Casimir Renouard und Ferdinand-François-Marie Renouard. Nach dem „Annuaire de la noblesse de 1903“, hatte Carloman einen Sohn Louis-Marie-Philibert-Edgard-Paul-Marie-Albert de Renouard, der den Titel Marquis von Sainte-Croix trug, er wurde 1814 geboren, war Kavallerieoffizier, Präfekt der Dordogne, Finanzverwalter und starb 1893 in Nancy. Er heiratete die Tochter des Herzogs von Rovigo, mit der er mehrere Kinder hatte. Der älteste, Henri, trug den Titel des Marquis de Sainte-Croix, so wie auch sein jüngerer Bruder Louis-François-Roger, 1846 in Paris geboren, Brigadegeneral in 1903. Das letzte Mitglied der Familie Renouard, das im Schloss geboren und gestorben ist, war Joseph-Paul-Marie-Albert (* 16. August 1813; † 3. Juni 1883), Sohn von Armand-Louis-François-Eugène Renouard, Maire von Sainte-Croix, und Alexandrine-Marie-Caroline Eon de Cély. Er wohnte in Pothières und starb in Sainte-Croix, verwitwet von Mathilde Vaillant von Savoyen, die wiederum in Paris starb. Sie hatten zwei Töchter, die ältere, Jeanne, verheiratet mit Marquis Legoux de Saint-Seine, die jüngere, Elisabeth-Marie-Thérèse (* 6. Dezember 1871; † 11. November 1876), verheiratet mit Vizegraf Albert de Mazenod, starb in Cannes mit 27 Jahren. Ihre Tochter Mathilde de Mazenod war verheiratet mit Marie-Jean-Louis de Varax, mit dem sie um die Jahrhundertwende (19./20. Jh.) im Schloss Sainte-Croix wohnte.
Die beiden Weiler Tagiset und Meix-Tuzon bildeten zuerst eine eigene Gemeinde, die zum Département Ain gehörte, bis sie im Jahr II des Revolutionskalenders zu Sainte-Croix geschlagen wurden.
Die Gemeinde liegt in einem recht heiklen Gebiet, indem sowohl der Solnan als auch die Sâne-Morte große Strecken des Jurafusses entwässern. Aus neuester Zeit werden folgende Naturkatastrophen vermerkt:
- Sturmschäden vom 6. – 10. November 1982
- Überschwemmungen und Murgang vom 8. – 31. Dezember 1982
- Überschwemmungen und Murgang vom 12. – 13. Mai 1983
- Überschwemmungen und Murgang vom 6. – 20. Mai 1985
- Überschwemmungen und Murgang vom 5. – 10. Oktober 1993
- Überschwemmungen und Murgang vom 24. – 26. Oktober 1999
- Überschwemmungen und Murgang vom 24. – 26. November 2002
- Erdbewegungen als Folge der Trockenheit und anschließendem Wasserausgleich vom 1. Juli – 30. September 2003
- Überschwemmungen und Murgang vom 16. – 17. April 2005
- Überschwemmungen und Murgang vom 10. Juli 2010

### Die Herren von Sainte-Croix
Die Familie de Vienne war im 10. Jahrhundert eine der mächtigsten Familien mit Ländereien von Lyon bis zu den Alpen. Die Grafschaft wurde allerdings mehrfach geteilt, verkauft oder anderweitig veräußert. Durch die Heirat von Beatrix de Vienne mit Guillaume d’Antigny gelangten umfangreiche Güter an die Familie d’Antigny, die damit wohl die mächtigste Familie im Gebiet der Bresse wurde. Sie selbst waren weiterhin Vasallen der Herzöge von Burgund, belehnten aber wiederum eine große Zahl von Lehensmännern in ihrer Herrschaft.
1461 verkaufte Guillaume IV. de Vienne die Herrschaft Louhans, da er durch seine Verschwendungssucht in Geldnöte geraten war. Die Herrschaft erwarb Rudolf von Hachberg.  Der Sohn Philipp von Hachberg-Sausenberg erweiterte die Herrschaftsgebiete in erheblichem Maße. Durch die Heirat von Louis I. d’Orléans-Longueville mit Johanna von Hachberg-Sausenberg gelangten die Güter zu den d’Orléans-Longueville und wiederum durch Heirat an Henri II. de Bourbon, Prince de Condé, der die Herrschaft bis 1626 behielt.
Die Herrschaft wurde erworben durch die de Champlecy eine Adelsfamilie aus dem Charolais. Anne-Charlotte de Champlecy heiratete am 3. April 1659 Charles de Batz-Castelmore d’Artagnan, Musketier der Garde. Die Ehe wurde jedoch schon 1665 gelöst und Anne-Charlotte zog sich auf ihre Güter zurück. Von den beiden gemeinsamen Söhnen übernahm der jüngere, Louis-Gabriel de Batz de Castelmore, Offizier im Garderegiment des Königs, die Herrschaft Sainte-Croix. Die Witwe, Gräfin d’Artagnan de Sainte-Croix verkaufte die Herrschaft an Jean François Joseph de Venant, Graf von Ivernay, für den sie 1739 zum Marquisat erhoben wurde. Er ließ das Schloss Sainte-Croix restaurieren.
1759 erwarb Claude-François de Renouard de Fleury, Graf von Villayer, die Herrschaft Sainte-Croix. Am 2. August 1776 ging die Herrschaft an einen Nachkommen, Philibert Louis Maurice de Renouard de Fleury. 1767 wurde der letzte Marquis de Renouard de Sainte-Croix geboren, Carloman Louis François Félix. Er geriet in die Revolutionswirren, musste Frankreich verlassen und nach seiner Rückkehr unternahm er verschiedene wissenschaftliche Expeditionen. Er veröffentlichte seine Erlebnisse unter dem Titel: Voyage commercial et politique.
Im Gemeindegebiet von Sainte-Croix-en-Bresse befanden sich weitere Lehen, die von der Baronie abhängig waren:
- Châtillon: wird im 15. Jahrhundert erwähnt.
- la Minute: gehörte vom 15. bis zum 18. Jahrhundert Jean Février, Jean du Tartre, Olivier du Chanterel, Mathieu Donvray, Pierre Chatot, der das Lehen an Jean François Joseph de Venant, Graf von Ivernay, für 16.000 Livres zuzüglich 600 Livres als einmalige Abfindung verkaufte.
- l’Abergement des chênes und la Motte de Châtenay: gelangten von Charles Eugène Gabriel de La Croix de Castries, Marquis de Castries an die Renouard de Fleury
- la Motte: Hier befand sich ebenfalls ein feudaler Wohnsitz.

Mit der Französischen Revolution 1789 wurden die Vorrechte des Adels abgeschafft, sie behielten lediglich noch ihre Titel.

### Heraldik
Die Gemeinde verwendet heute das Wappen der Familie de Batz de Castelmore, nämlich Auf Schwarz drei silberne Türme mit offenen Türen. Über die Anordnung der Türme wird in der Blasonierung nichts gesagt, üblicherweise werden zwei im Haupt und einer im Schilfuß dargestellt.
Die Gemeinde verwendet auf ihrer Homepage das Wappen mit Oberwappen und Beiwerk in einem größeren Wappen. Dabei wird das Wappen von einer (phantasievollen) Grafenkrone gekrönt. Das Wappen liegt auf zwei gekreuzten Degen, auf denen ein offener Lorbeerkranz liegt. Diese Insignien sollen wohl auf die Bedeutung von d'Artagnan hinweisen. Darunter liegt ein Flatterband mit dem Namen der Gemeinde.

## Bevölkerung
| Sainte-Croix-en-Bresse: Einwohnerzahlen von 1793 bis 2020 | Sainte-Croix-en-Bresse: Einwohnerzahlen von 1793 bis 2020 | Sainte-Croix-en-Bresse: Einwohnerzahlen von 1793 bis 2020 | Sainte-Croix-en-Bresse: Einwohnerzahlen von 1793 bis 2020 | Sainte-Croix-en-Bresse: Einwohnerzahlen von 1793 bis 2020 |
| --- | --------------------------------------------------------- | --------------------------------------------------------- | --------------------------------------------------------- | --------------------------------------------------------- |
| Jahr |                                                           |                                                           |                                                           | Einwohner                                                 |
| 1793 | 1793                                                      |                                                           | 1.031                                                     | 1.031                                                     |
| 1800 | 1800                                                      |                                                           | 1.043                                                     | 1.043                                                     |
| 1806 | 1806                                                      |                                                           | 1.003                                                     | 1.003                                                     |
| 1821 | 1821                                                      |                                                           | 1.057                                                     | 1.057                                                     |
| 1831 | 1831                                                      |                                                           | 1.108                                                     | 1.108                                                     |
| 1836 | 1836                                                      |                                                           | 1.238                                                     | 1.238                                                     |
| 1841 | 1841                                                      |                                                           | 1.321                                                     | 1.321                                                     |
| 1846 | 1846                                                      |                                                           | 1.376                                                     | 1.376                                                     |
| 1851 | 1851                                                      |                                                           | 1.353                                                     | 1.353                                                     |
| 1856 | 1856                                                      |                                                           | 1.339                                                     | 1.339                                                     |
| 1861 | 1861                                                      |                                                           | 1.322                                                     | 1.322                                                     |
| 1866 | 1866                                                      |                                                           | 1.342                                                     | 1.342                                                     |
| 1872 | 1872                                                      |                                                           | 1.288                                                     | 1.288                                                     |
| 1876 | 1876                                                      |                                                           | 1.322                                                     | 1.322                                                     |
| 1881 | 1881                                                      |                                                           | 1.360                                                     | 1.360                                                     |
| 1886 | 1886                                                      |                                                           | 1.292                                                     | 1.292                                                     |
| 1891 | 1891                                                      |                                                           | 1.311                                                     | 1.311                                                     |
| 1896 | 1896                                                      |                                                           | 1.244                                                     | 1.244                                                     |
| 1901 | 1901                                                      |                                                           | 1.254                                                     | 1.254                                                     |
| 1906 | 1906                                                      |                                                           | 1.266                                                     | 1.266                                                     |
| 1911 | 1911                                                      |                                                           | 1.255                                                     | 1.255                                                     |
| 1921 | 1921                                                      |                                                           | 1.083                                                     | 1.083                                                     |
| 1926 | 1926                                                      |                                                           | 1.048                                                     | 1.048                                                     |
| 1931 | 1931                                                      |                                                           | 1.001                                                     | 1.001                                                     |
| 1936 | 1936                                                      |                                                           | 956                                                       | 956                                                       |
| 1946 | 1946                                                      |                                                           | 880                                                       | 880                                                       |
| 1954 | 1954                                                      |                                                           | 779                                                       | 779                                                       |
| 1962 | 1962                                                      |                                                           | 728                                                       | 728                                                       |
| 1968 | 1968                                                      |                                                           | 649                                                       | 649                                                       |
| 1975 | 1975                                                      |                                                           | 611                                                       | 611                                                       |
| 1982 | 1982                                                      |                                                           | 591                                                       | 591                                                       |
| 1990 | 1990                                                      |                                                           | 520                                                       | 520                                                       |
| 1999 | 1999                                                      |                                                           | 464                                                       | 464                                                       |
| 2006 | 2006                                                      |                                                           | 541                                                       | 541                                                       |
| 2009 | 2009                                                      |                                                           | 573                                                       | 573                                                       |
| 2014 | 2014                                                      |                                                           | 629                                                       | 629                                                       |
| 2020 | 2020                                                      |                                                           | 638                                                       | 638                                                       |
| Quelle(n): EHESS/Cassini bis 2006, ab 2009 INSEE Anmerkung(en): • Ab 1962 offizielle Zahlen ohne Einwohner mit Zweitwohnsitz • Zwischen 1795 und 1800 wird die Gemeinde Tagiset übernommen. In diesem Diagramm sind die Zahlen für beide Teilgemeinden enthalten.• Höchste Einwohnerzahl 1846 mit 1376, tiefste Einwohnerzahl 1999 mit 464 (33,7 % vom Maximum) |                                                           |                                                           |                                                           |                                                           |

| Bevölkerungsstruktur | Anzahl Einwohner | männlich | weiblich | davon Ausländer | Anteil % |
| -------------------- | ---------------- | -------- | -------- | --------------- | -------- |
|                      | 648              | 336      | 312      | 17              | 2,6      |

| Männer | Alterstufe | Frauen |
| ------ | ---------- | ------ |
| 4      | 90 + älter | 2      |
| 33     | 75–89      | 31     |
| 83     | 60–74      | 90     |
| 71     | 45–59      | 63     |
| 55     | 30–44      | 51     |
| 43     | 15–29      | 32     |
| 47     | 0–14       | 43     |

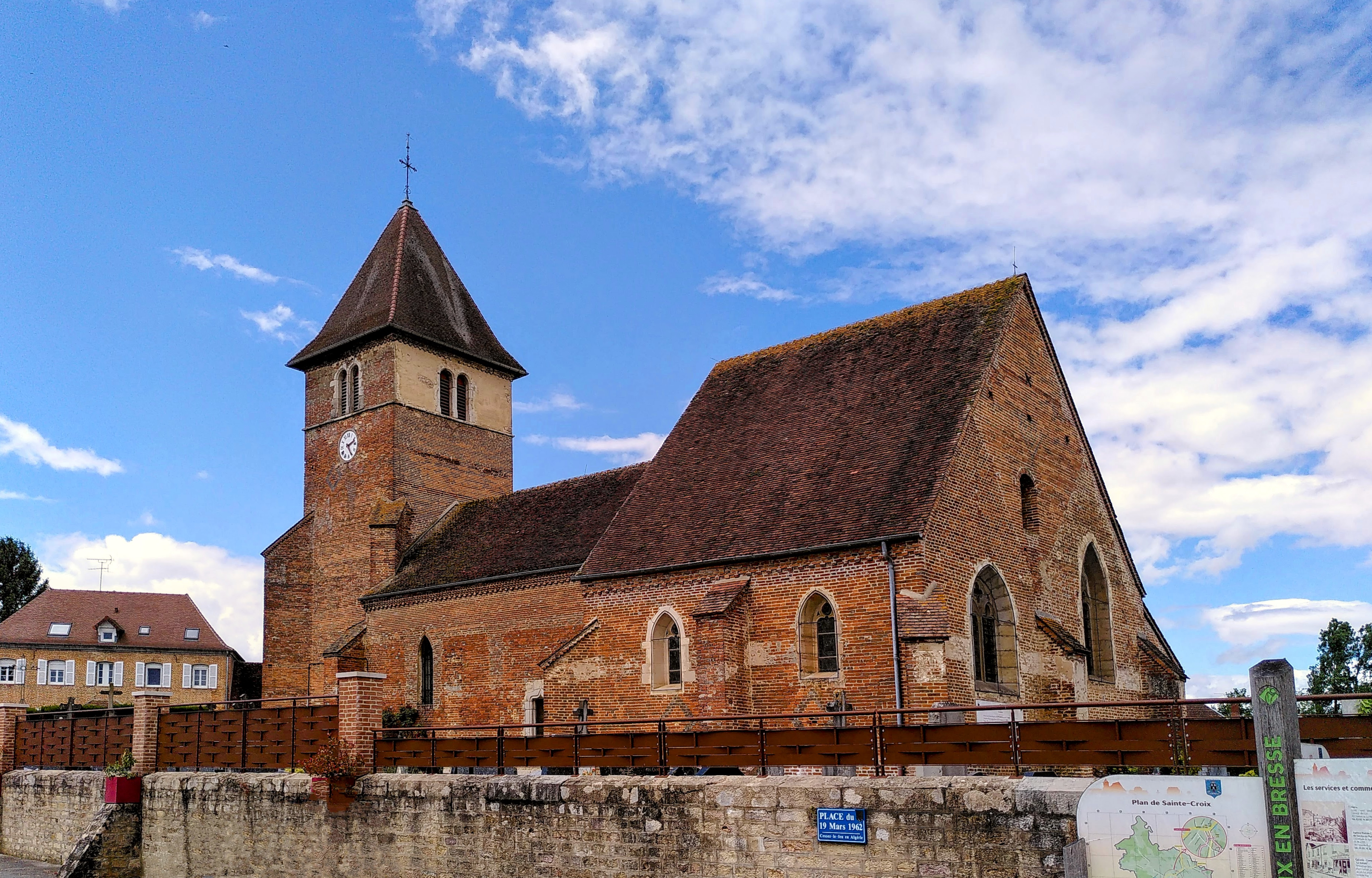
Kirche l'Invention-de-la-Sainte-Croix von Sainte-Croix-en-Bresse

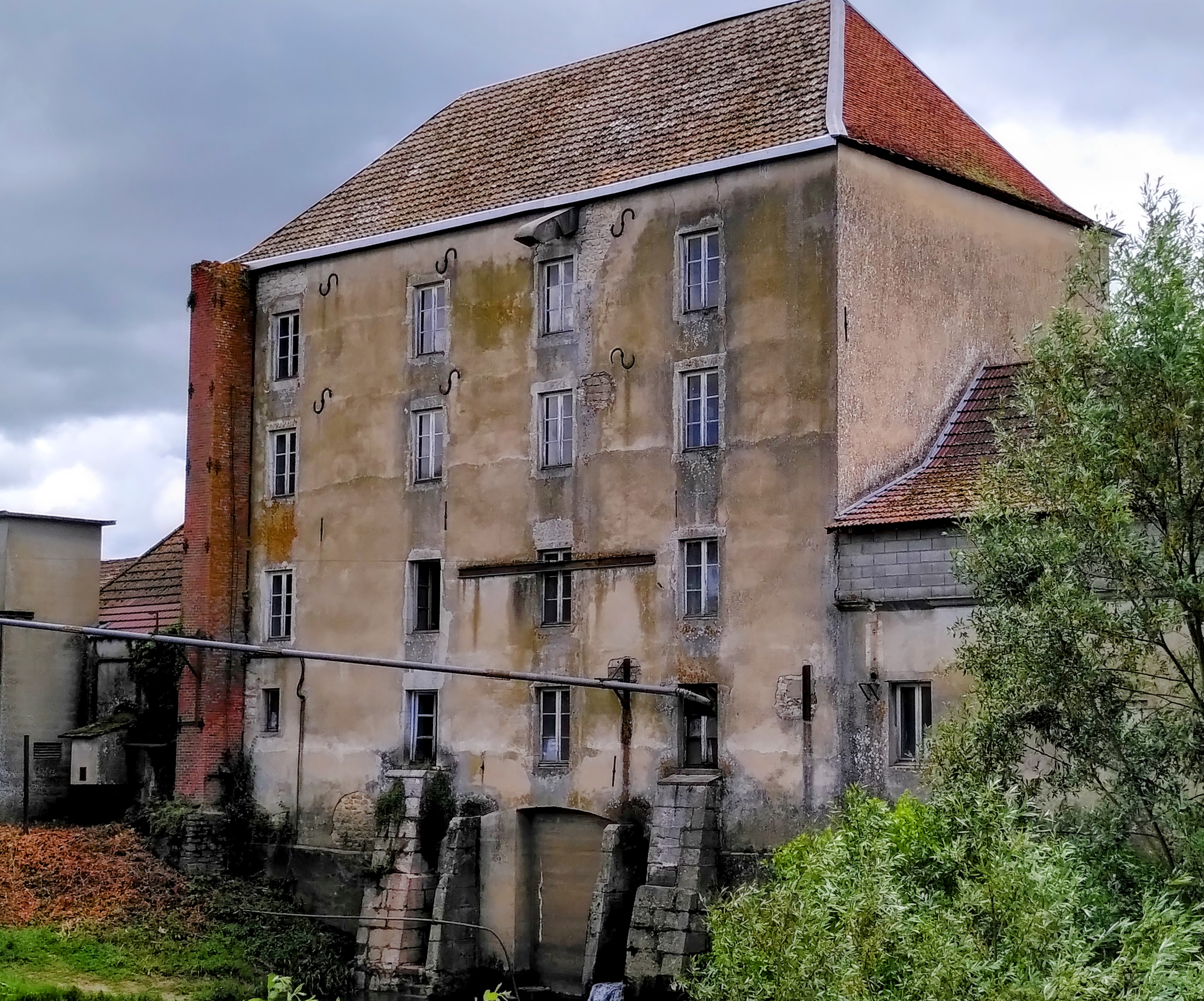
Hydraulische Mühle der Familie Coulon in Sainte-Croix-en-Bresse

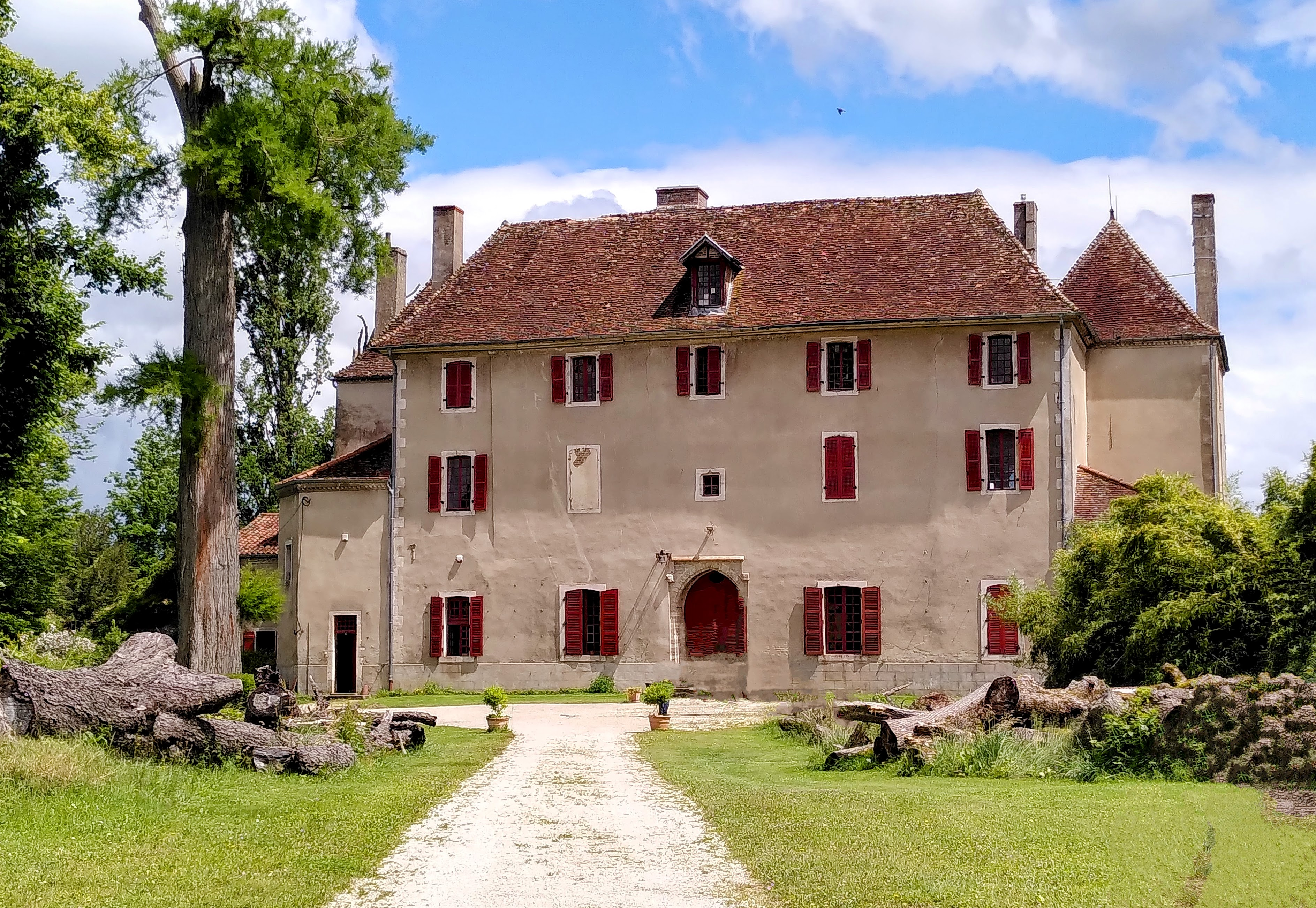
Schloss in Sainte-Croix-en-Bresse

Die Bevölkerungsstruktur zwischen Männern und Frauen weist einen leichten Überhang zugunsten der Männer auf, sie machen 52 % der Bevölkerung aus. Dabei sind 42 % der Bevölkerung jünger als 45 Jahre. Demgegenüber sind 38 % der Einwohner älter als 60 Jahre und damit im Rentenalter.
| Wohnstruktur               | Anzahl Wohneinheiten | davon Häuser | Wohnungen | sonstige |
| -------------------------- | -------------------- | ------------ | --------- | -------- |
|                            | 425                  | 387          | 37        | 1        |
| davon Hauptwohnsitz        | 315                  |              |           |          |
| Zweit- oder Ferienwohnsitz | 83                   |              |           |          |
| vakant                     | 27                   |              |           |          |

## Wirtschaft und Infrastruktur

### Unternehmen, Betriebe, Ladengeschäfte und Einrichtungen
In der Gemeinde gibt es nebst Kirche und Mairie (Gemeindehaus) folgende Unternehmen nach Branchen:
| Branche                                                           | Anzahl Betriebe |
| ----------------------------------------------------------------- | --------------- |
| Industrie und verarbeitendes Gewerbe                              | 4               |
| Baugewerbe                                                        | 5               |
| Groß- und Einzelhandel, Verkehr, Beherbergung und Gastronomie     | 13              |
| Information und Kommunikation                                     | 1               |
| Finanz- und Versicherungsdienstleistungen                         |                 |
| Grundstücks- und Wohnungswesen                                    | 2               |
| Freiberufliche, wissenschaftliche und technische Dienstleistungen | 3               |
| Öffentliche Verwaltung, Unterricht, Gesundheits- und Sozialwesen  | 6               |
| Sonstige Dienstleistungen                                         | 6               |
| Land- und Forstwirtschaftsbetriebe                                | 11              |

In der Gemeinde befinden sich eine Metzgerei, ein Gemischtwarenladen und eine Immobilienagentur, ferner ein Elektriker, ein Maler/Gipser und ein Installateurbetrieb. Der Ort verfügt über eine Turn- und Sporthalle, zwei Krankenschwestern, einen Mehrzwecksaal, ein Restaurant und eine Post. Mit den Gütern des täglichen Bedarfs versorgen sich die Einwohner hauptsächlich in Louhans.

### Geschützte Produkte in der Gemeinde
Als AOC-Produkte sind in Sainte-Croix Crème et beurre de Bresse zugelassen, ferner Volaille de Bresse und Dinde de Bresse.

### Bildungseinrichtungen
In der Gemeinde besteht eine École primaire (École maternelle und École élémentaire), die der Académie de Dijon untersteht und von 47 Kindern besucht wird. Für die Schule gilt der Ferienplan der Zone A.

## Kultur und Sehenswürdigkeiten
- Kapelle in spätgotischem Flamboyntstil aus Stein (1857)
- Kapelle in neugotischem Stil aus Ziegelsteinen in Le Boucat
- Taubenhaus aus dem 19. Jahrhundert, vollständig restauriert
- Alte Poststation neben der Bäckerei im Dorfzentrum
- Schloss Château-Réal aus dem 19. Jahrhundert, 1935 unter Schutz gestellt
- Steinkirche, restauriert in 2000. Kurzbeschrieb und Bilder Église de l'Invention de la Sainte-Croix[32]
- Das Herrschaftshaus in Servillat aus dem 19. Jahrhundert
- Die Mühle von Tageat, bezeugt seit 1631
- Die Mühle der Familie Coulon über dem Solnan, die heute noch mit Wasserkraft betrieben wird[33].
- Ziegelei aus dem 17. Jahrhundert, vollständig restauriert